# Tom Hollander
Tom Anthony Hollander (ur. 25 sierpnia 1967) – brytyjski aktor, absolwent wydziału literatury na Uniwersytecie Cambridge. Znany jest z roli w Czas na miłość oraz w filmach takich jak Piraci z Karaibów i Zapętleni oraz w filmach dramatycznych, takich jak Enigma, Duma i uprzedzenie, Gosford Park i Hanna, dodatkowo wcielając się w George’a V w The Lost Prince i The King’s Man.
Był współautorem scenariusza i zagrał główną rolę w serialu Rev., który zdobył nagrodę British Academy Television dla najlepszego serialu komediowego w 2011 roku. Hollander był nominowany do nagrody Oliviera dla najlepszego aktora i nagrody Tony dla najlepszego aktora w sztuce za rolę w Travesties.
W styczniu 2016 roku został Honorowym Członkiem Selwyn College w Cambridge (jego dawnej uczelni).

## Wczesne lata
Hollander urodził się w Bristolu, jako syn nauczycieli, i wychował się w Oksfordzie. Ojciec Hollandera jest czeskim Żydem, którego rodzina przeszła na katolicyzm, a jego matka jest angielską chrześcijanką; Hollander został wychowany jako chrześcijanin. Wykształcenie rodzinne miało charakter akademicki i muzyczny – jego dziadek Hans Hollander był muzykologiem, który napisał książki o kompozytorze Janáčku. Rodzice Hollandera byli nauczycielami, jego ojciec prowadził wydział nauk ścisłych w prestiżowej szkole w Oksfordzie. Uczęszczał do Dragon School, a następnie do Abingdon School, gdzie był głównym chórzystą. W młodości był członkiem Narodowego Teatru Młodzieży i Narodowego Młodzieżowego Teatru Muzycznego (wówczas znanego jako Dziecięcy Teatr Muzyczny). W 1981 roku, w wieku 14 lat, zdobył główną rolę w dramatyzacji BBC John Diamond Leona Garfielda. Był aktywnie zaangażowany w produkcje sceniczne jako członek Footlights i był prezesem Towarzystwa Marlowe. Sam Mendes, przyjaciel i kolega ze studiów, wyreżyserował kilka sztuk w których grał podczas ich pobytu w Cambridge, w tym w uznanej przez krytyków produkcji Cyrano de Bergerac (w której wystąpił także przyszły wicepremier Nick Clegg).

## Kariera

### Praca filmowa i telewizyjna
Występy w filmach i telewizji Hollandera to między innymi Absolutnie fantastyczne, Marta i wielbiciele, Wives and Daughters, Harry, Cambridge Spies, za które otrzymał główną nagrodę FIPA D’OR (Festival International de Programmes Audiovisuels) dla najlepszego aktora, Gosford Park, The Lost Prince oraz Duma i uprzedzenie, za którą otrzymał nagrodę Evening Standard Film Awards Comedy Award i nagrodę dla najlepszego aktora drugoplanowego London Critics Circle. Wielokrotnie pracował z Michaelem Gambonem i Billem Nighym i jest dobrym przyjacielem Jamesa Purefoya. Hollander stworzył kilka niezapomnianych postaci komediowych, które czerpią bardziej z jego fizycznej energii i intensywności niż wzrostu (5 '5 „/ 165 cm), takich jak „genialnie paskudny” Leon we Freezing BBC Two, opisany w The Times jako „ryczący wir ego i manii”.
Hollander zagrał Lorda Cutlera Becketta, „ciężkiego” w Piratach z Karaibów: Skrzynia umarlaka i Piraci z Karaibów: Na krańcu świata. Pojawił się także w miniserialu TNT Firma – CIA jako Kim Philby, grając wcześniej Guya Burgessa w Cambridge Spies. Na scenę powrócił w 2007 roku z premierą sztuki Joe Penhalla Landscape with Weapon w Royal National Theatre. W 2008 roku wystąpił jako Król Jerzy III w miniserialu HBO John Adams i zakończył rok jako pamiętny pułkownik Heinz Brandt w Walkirii.
W 2009 roku Hollander zagrał symfonicznego wiolonczelistę w filmie Solista Joe Wrighta, jego drugim filmie z Wrightem, który obsadził go w roli rozgorączkowanego konkurenta, pana Collinsa w Dumie i uprzedzenieniu (2005 r.). Ponownie współpracował z Wrightem, wcielając się w pamiętnego, ekstrawagancjnego i groźnego złoczyńcę w Hannie (2011). Hollander pojawił się w głównej roli w Zapętleni Armando Iannucciego jako sekretarz stanu ds. rozwoju międzynarodowego Simon Foster MP. Hollander niespodziewanie pojawił się później (w innej roli) pod koniec trzeciej serii The Thick of It, programu, na którym oparto Zapętlonych.
W 2010 roku Hollander i pisarz James Wood współtworzyli serial telewizyjny Rev., wrażliwą komedię o zbyt ludzkim proboszczu parafii w śródmieściu. W recenzjach nazywały ją inteligentną, realistyczną i bardzo zabawną. Hollander zagrał głównego bohatera, księdza Adama Smallbone. Spektakl zdobył nagrodę BAFTA w 2011 roku dla najlepszej komedii sytuacyjnej, między innymi nagrodami i wyróżnieniami. Drugi sezon wyemitowano w Wielkiej Brytanii na antenie BBC 2 w 2011 roku, a trzeci sezon w 2014 roku. Chwalony za rolę „oszałamiającego i ujmującego, groźnego i czarującego” chemika, dr George’a Cholmondeleya, występującego w pięciu odcinkach serialu Tabu BBC / FX 2017, z jednym komentatorem opisującym go jako „prowadzącego kurs mistrzowski z tworzenia wymiaru i osobowości, nawet przy ograniczonym czasie antenowym”.
Hollander zagrał drugiego menedżera Queen, Jima Beacha w filmie biograficznym Bohemian Rhapsody, który ukazał się w listopadzie 2018 roku. Po zwolnieniu reżysera Bryana Singera z filmu w grudniu 2017 roku, doniesiono, że Hollander prawie opuścił film z powodu problemów z Singerem, ale ostatecznie został przekonany do zostania. Również w 2018 roku Hollander zagrał Tabaqui, hienę w filmie Mowgli: Legenda dżungli Andy’ego Serkisa.

### Teatr
W 1992 roku Hollander zdobył Ian Charleson Award za rolę Witwouda w The Way of the World w Lyric Hammersmith Theatre. W poprzednim roku był nominowany i wyróżniony za swoją Celię w całkowicie męskiej produkcji Jak wam się podoba w Cheek by Jowl, a także został ponownie nominowany i wyróżniony za jego Khlestakov w Rewizorze w Almeida Theatre w 1997 roku. Otrzymał także specjalne wyróżnienie za rolę tytułową w Świętoszku w Almeida Theatre w 1996 roku. Ogólnie rzecz biorąc, Hollander był najczęściej uhonorowanym nagrodą Iana Charlesona, z czterema występami na tym festiwalu: jednym zwycięskim, dwoma wyróżnieniami i jednym specjalnym wyróżnieniem.
W 2010 roku Hollander powrócił na scenę na żywo w wymagającej podwójnej roli komediowej w filmie Georges’a Feydeau A Flea in Her Ear w Old Vic. Grając zarówno pana, jak i sługę z „błyskawiczną fizyczną precyzją i szokująco prawdziwym zamętem”, role Hollandera zostały nazwane „wirtuozowskim występem”. Między wrześniem a listopadem 2016 r. zagrał Henry’ego Carra („najlepszego w karierze”) w „znakomitym odrodzeniu” Travesties Toma Stopparda w Menier Chocolate Factory w reżyserii Patricka Marbera. Spektakl (z tą samą obsadą) został przeniesiony do Apollo Theatre w lutym 2017 roku i był nominowany do pięciu nagród Oliviera, w tym dla najlepszego aktora (Hollander) i Best Revival (Travesties). Dzieło Marbera przeniosło się później na Broadway w 2018 roku, a Hollander ponownie wrócił do roli Carra. Spektakl został otwarty 24 kwietnia 2018 roku (premiera 29 marca) w Roundabout Theatre Company American Airlines Theatre w Nowym Jorku. Za tę produkcję Hollander otrzymał nominację do nagrody Tony.

### Praca głosem
Hollander użyczył swojego głosu w wielu rolach dla radia BBC, w tym Mosca w Volpone dla Radio 3 z 2004 roku, Frank Churchill w Emmie Jane Austen oraz jako Mr Gently Benevolent w pilocie parodii Dickensa Bleak Expectations for Radio 4, chociaż nie wziął udziału w pełnej serii. Wcielił się w młodego Josepha Merricka, „Człowieka-słonia”, bezcielesnej głowy imieniem Enzio w miejskiej komedii gotyckiej oraz Leona Teremina, rosyjskiego wynalazcy znanego z elektronicznego instrumentu, który nosi jego imię. Nowsze projekty obejmują Trafny wybór J.K. Rowling. W 2015 r. zagrał Patricka Moore’a w audycji radiowej BBC Far Side of the Moore (powtarzanej w 2017 i 2019) o astronomie i jego programie telewizyjnym Sky at Night. W maju 2016 wcielił się w postać Geoffa Cathcarta w czteroczęściowej sztuce Andy’ego Mulligana School Drama w BBC Radio 4, która została wybrana przez The Guardian jako najlepsze radio tego tygodnia, a także był narratorem powieści Petera Bradshawa Reunion, wyemitowanej w Radio 4 w październiku 2016 roku.

### Pisanie
Od 2008 r. pisze okazyjną kolumnę w stylu pamiętnika dla The Spectator oraz artykuł o stylu życia w Timesie, który spotkał się z bardzo pozytywnymi komentarzami czytelników.

## Praca charytatywna
Hollander wniósł swój wkład w bieganie i jazdę na rowerze na kilka celów charytatywnych, w tym na zbieranie funduszy dla Childline Crisis Hotline w 2006 i 2007 roku dla Teenage Cancer Trust. Od wielu lat wspiera Domowe Hospicjum dla Dzieci i Młodzieży Helen & Douglas w Oksfordzie, które zapewnia opiekę hospicyjną dzieciom. Nadal wspiera organizacje charytatywne, udzielając odczytów i innych wystąpień przez cały rok. Hollander jest mecenasem British Independent Film Awards i wspierał starania gali Old Vic „24 Hour Plays New Voices”, która promuje sprawę młodych pisarzy na brytyjskiej scenie. W sierpniu 2014 r. Był jedną z 200 osób publicznych, które były sygnatariuszami listu do The Guardian sprzeciwiającego się niepodległości Szkocji w okresie poprzedzającym wrześniowe referendum w tej sprawie.

## Życie prywatne
Hollander mieszka w tym samym mieszkaniu w Notting Hill w Londynie od 2000 roku. Jest singlem i twierdzi, że jest heteroseksualny, ale także, że podczas swojej wczesnej kariery „dostosowywał się do swojej seksualności”. W 2010 roku zaręczył się z projektantką Fran Hickman, ale ich związek się zakończył. W wyborach powszechnych w 2019 r. prowadził kampanię w Kensington na rzecz Sama Gyimaha z Liberalnych Demokratów. W 2020 roku Hollander zachorował na COVID-19, wracając do zdrowia bez hospitalizacji.

## Filmografia
- 1998 – Sypialnie i przedsionki jako Darren
- 2000 – Maybe Baby jako Ewan Proclaimer
- 2001 – Gosford Park jako Anthony Meredith
- 2001 – Enigma jako Logie
- 2004 – Królowa sceny jako sir Peter Lely
- 2004 – Rozpustnik jako sir George Etheredge
- 2004 – Paparazzi jako Leonard Clark
- 2005 – Duma i uprzedzenie jako pan Collins
- 2006 – Dobry rok jako Charlie
- 2006 – Piraci z Karaibów: Skrzynia umarlaka jako Cutler Beckett
- 2006 – Rewolta jako Maximilian
- 2007 – Piraci z Karaibów: Na krańcu świata jako Cutler Beckett
- 2007 – Elizabeth: Złoty wiek jako sir Amias Paulet
- 2007 – Firma – CIA jako Adrian Philby
- 2008 – Freezing jako Leon
- 2009 – Walkiria jako pułkownik Heinz Brandt
- 2009 – Solista jako Peter Snyder
- 2018 – Bohemian Rhapsody jako Jim Beach
- 2022 – Biały Lotos jako Quentin

## Nagrody

### 2002
- Screen Actors Guild Awards – za najlepszą rolę całej obsady w filmie fabularnym Gosford Park